# Завод за извршење кривичних санкција у Војковићима
Затвор у насељу Војковићи простире се на 24.000 метара квадратних и има 348 мјеста, од чега је 298 намијењено за осуђенике и 50 за притворенике. Камен-темељац за овај затвор постављен је 2006. године. Према систематизацији, у затвору ће бити запослено око 280 радника.

## Карактеристике
Према раније објављеним подацима, изградња је финансирана кредитом Развојне банке Савјета Европе у износу од 19,3 милиона евра. БиХ је уложила 6,45 милиона евра, донације ЕУ износе 9,15 милиона евра, техничка помоћ Европске комисије 1,7 милиона евра, донација Шведске је била два милиона евра, а Влада САД дала је 1,1 милион долара за обуку затворског особља.
Свака ћелија у којој ће бити смјештен по један затвореник површине је 12 метара квадратних. Изградња и функционисање затвора у потпуности су усклађени са европским затворским правилима и стандардима.
Отварањем овог затвора, требало би да буду значајно растерећени капацитети ентитетских затворских капацитета и ријешен проблем њихове пребукираности, а све то ће допринијети и бољој ресоцијализацији починилаца "лакших" кривичних дјела.
Завод су свечано отворили министар правде у Савјету министара Јосип Грубеша и шеф Делегације ЕУ у БиХ Јохан Сатлер.